# Liste der Monuments historiques in Corpoyer-la-Chapelle
Die Liste der Monuments historiques in Corpoyer-la-Chapelle führt die Monuments historiques in der französischen Gemeinde Corpoyer-la-Chapelle auf.

## Liste der Immobilien
| Bezeichnung    | Beschreibung           | Standort                               | Kennzeichnung | Schutzstatus | Datum | Bild           |
| -------------- | ---------------------- | -------------------------------------- | ------------- | ------------ | ----- | -------------- |
| Friedhofskreuz | Stein, 15. Jahrhundert | Rue de Darcey, auf dem Friedhof (Lage) | PA00112229    | Inscrit      | 1925  | weitere Bilder |
| Wegekreuz      | Stein, 16. Jahrhundert | Rue le Long de Fezy (Lage)             | PA00112230    | Classé       | 1925  |                |

## Liste der Objekte
| Bezeichnung              | Beschreibung                               | Standort                       | Kennzeichnung | Schutzstatus | Datum | Bild |
| ------------------------ | ------------------------------------------ | ------------------------------ | ------------- | ------------ | ----- | ---- |
| Zelebrantenstuhl         | Holz, um 1500                              | in der Kirche St-Martin (Lage) | PM21000667    | Classé       | 1913  |      |
| Brüstung der Empore      | Holz, 15. Jahrhundert                      | in der Kirche St-Martin (Lage) | PM21000668    | Classé       | 1913  |      |
| Skulptur Heiliger Martin | Kalkstein, farbig gefasst, 17. Jahrhundert | in der Kirche St-Martin (Lage) | PM21000669    | Classé       | 1967  |      |